# Satya Nadella
Satya Narayana Nadella, född 1967 i Hyderabad, är en indisk-amerikansk företagsledare. Sedan 2014 är han verkställande direktör för Microsoft.
Nadella blev utsedd till VD av dåvarande styrelseordförande John W. Thompson den 4 februari 2014, som efterträdare till Steve Ballmer. Tidigare var han vicepresident för Microsofts "Cloud and Enterprise"-grupp, ansvarig för utveckling och drift av företagets plattformar, utvecklingsverktyg och datormolntjänster.